# Musikåret 1877

## Händelser
- 16 december – Anton Bruckners Symfoni nr 3 uruppförs i Wien.
- 24 december – Thomas Edison tar patent på fonografen. [1]
- okänt datum – Thomas Edison uppfinner fonografen, den första möjligheten att bevara inspelad sång och instrumentalmusik till eftervärlden.

## Födda
- 27 juli – Ernst von Dohnányi, ungersk tonsättare.
- 25 augusti – Svea Textorius, svensk skådespelare och sångare.

## Avlidna
- 1 januari – Julie Berwald, 54, svensk operasångerska.

### Fotnoter
1. ↑  CED in the History of Media Technology (läst 8 april 2011)